# Manus (agent IA)
Manus (du latin manus, signifiant «mains», ou plutôt « main » au singulier, le pluriel serait manūs, avec un U long) est un agent autonome d'intelligence artificielle développé par la startup chinoise Monica. Cet agent est conçu pour exécuter de manière indépendante des tâches complexes dans le monde réel avec un minimum de supervision humaine. Il a été lancé le 6 mars 2025.
Ce nouvel outil suscite un vif intérêt parmi les experts, notamment en Chine, où il fait sensation après le succès de la startup DeepSeek, capable de concurrencer les géants américains dans le domaine de l'IA. Lancé en mars 2025, Manus a été mis en avant par une vidéo virale sur YouTube, où son cofondateur, Yichao « Peak » Ji,, a annoncé qu'il représente un « nouveau paradigme de collaboration entre l'humain et la machine », et pourrait offrir un aperçu de ce que pourrait devenir l'intelligence artificielle générale (AGI), une IA capable d'exécuter des tâches cognitives complexes de manière similaire à un être humain.

## Histoire
Monica a été fondée avec l'ambition de créer des agents autonomes allant au-delà des modèles de langage traditionnels. Le lancement officiel de Manus, le 6 mars 2025, a rapidement attiré une attention internationale considérable. Les experts et les médias ont décrit Manus, comme un tournant dans le domaine de l'intelligence artificielle, car il est capable de gérer de manière autonome, des tâches complexes, y compris la rédaction et le déploiement de code, sans nécessiter d'intervention humaine directe,.

## Performance
Dans la vidéo présentée, l'interface utilisateur du système Manus ressemble à celle d'un assistant virtuel utilisant des requêtes en langage naturel. Cette interface évolue ensuite en une interface en ligne de commande permettant de visualiser les résultats générés par le modèle. Selon son créateur, Manus fonctionne comme un "système multi-agents", alimenté par plusieurs modèles distincts. À ce jour, les détails concernant les modèles de langage (LLM) utilisés n'ont pas été précisés, bien que certains experts spéculent que l'entraînement de Manus ait impliqué des modèles comme Claude développé par Anthropic, Qwen (en) développé par Alibaba, et Deepseek,. Aucune information n'a été donnée concernant le coût de développement de Manus, notamment dans le contexte de l'interdiction par les États-Unis des importations de puces d'IA avancées en provenance de Chine,,.
Bien que les performances et la rapidité d'exécution de Manus soient généralement satisfaisantes, certains utilisateurs ont rapporté des erreurs ou des blocages du modèle lors de requêtes complexes. Lors d'un benchmark avec l'outil d'évaluation Gaia, Butterfly Effect a néanmoins estimé que Manus AI surpassait OpenAI Deep Research sur plusieurs niveaux de difficulté. L'impact de la présentation a été considérable, à tel point que la start-up a dû suspendre temporairement le service en raison de l'afflux massif de demandes.